# Joanna Matejko
Joanna Cecylia Matejko (ur. 14 czerwca 1927, zm. w 2017 w Edmonton) – polska historyczka, polonijna działaczka społeczna. Żona Aleksandra Matejki.

## Życiorys
Joanna Grześkowiak była najstarszą córką leśnika Franciszka Grześkowiaka (1900–1963) i Marianny z domu Grabowskiej (1907–1982). 10 lutego 1940 cała rodzina została zesłana do obwodu archangielskiego. W październiku 1941 roku – po ogłoszeniu amnestii dla zesłanych Polaków – cała rodzina ruszyła na południe. Wraz z Armią Andersa rodzina wydostała się z ZSRR w sierpniu 1942 roku i Joanna – wraz z rodzeństwem – (po rocznym pobycie w Iranie) znalazła się w Północnej Rodezji, gdzie mieszali (w Abercorn) i chodzili do polskiego gimnazjum i liceum dla uchodźców w Lusace do 1947 roku. Joanna ukończyła gimnazjum i liceum w Lusace.
Po powrocie do Polski w sierpniu 1947 roku ukończyła studia historyczne, następnie obroniła doktorat. W 1967 wyjechała z mężem do Zambii, a stamtąd do Kanady, osiedliła się w Edmonton i tam studiowała historię Kanady na Uniwersytecie Alberty. Wkrótce po przybyciu do Edmonton rozpoczęła badania nad dziejami Polaków w Kanadzie, a szczególnie w Albercie oraz nawiązała współpracę z Kanadyjsko-Polskim Instytutem Badawczym w Toronto, którego została członkinią. Była główną inicjatorką tych badań oraz redaktorką ich wyników.
Była także działaczką Federacji Polek w Kanadzie, Ogniwa Edmonton, przygotowywała komentarze do cotygodniowych polskich programów radiowych. Stale współpracowała z redakcją kwartalnika Dialogi.

## Niektóre prace
- Profesorowie uczelni warszawskich, 1962
- Canada’s Immigration Policy Towards Central and East Europeans in 1896–1947, w: Proceedings of the First Banff Conference on Central and East European Studies, wyd. przez T.M.S Priestly, Edmonton, 1977
- Dzieje Federacji Kobiet Polskich w Edmontonie, 1958–1978, Polish Canadian Women’s Federation, 1978
- Polacy w Albercie. Wspomnienia i życiorysy (red.). Polish Alliance Press Ltd., Toronto, 1979 (Polish Settlers in Alberta: Reminiscences and Biographies (ed.). Polish Alliance Press Ltd., Toronto, 1979), opracowanie wydane przez Joannę Matejko jest uważane za najpoważniejsze źródło informacji o polskich imigrantach w Albercie[5]
- Kanadyjska polityka imigracyjna w stosunku do Polaków w latach 1896–1939, 1979
- Chronology in the development of Canadian immigration and ethnic policies: an educational tool, 1980
- Polish Farmers in Alberta, 1896–1939 w: The Polish Presence in Canada and America, wyd. przez: Frank Renkiewicz: The Multicultural Society of Ontario, Toronto, 1982
- Polish Immigration to Alberta before the Second World War w: Polonia in Alberta, AB: The Polish Centennial Society, Edmonton, 1995
- Polski Klub Przyjaźń w Edmontonie: 15 lat działalności (1987–2002), 2003.

## Odznaczenia
- Złota Odznaka Honorowa Kongresu Polonii Kanadyjskiej (1989)
- Achievement Award (od premiera Alberty, 1992)
- Złoty Krzyż Zasługi „za zasługi w propagowaniu polskiej kultury” w Kanadzie[6] (2003).

## Życie rodzinne
Rodzice Joanny Grześkowiak i wszystkie ich dzieci (siedmioro dzieci w wieku od 13 do 2 lat w momencie zesłania) przeżyli zsyłkę. Druga jej najstarsza siostra, Józefa Kierzkiewicz (ur. 1929) była działaczką Związku Sybiraków, kolejna siostra, Teresa (1931–1967), nauczycielka, była żoną Walentego Regulskiego i matką m.in. Elżbiety Regulskiej-Chlebowskiej.
Joanna Grześkowiak wyszła za Aleksandra Matejkę, z którym miała córkę Agnieszkę.